# Слеза Князя тьмы
«Слеза Князя тьмы» (пол. Łza księcia ciemności, эст. Saatana pisar) — фильм польского режиссёра Марека Пестрака, снятый в 1992 году. Кинокартина снята по новеллам С.Фридманна, П.Питеры и Я.Северского.

## Сюжет
1938 год, Таллин. Польская писательница мистических книг Иоанна Карвицкая приезжает сюда по приглашению немецкого барона Преймана. Тот заинтересовался описанием истории перстня «Слеза Князя тьмы», который триста лет назад использовался в оккультных обрядах. Барон замечает, что в романах есть подробности, которые отсутствуют в исторических источниках. Выясняется, что вся эта информация возникает в снах писательницы. 
В гостинице на Иоанну совершается странное покушение, в результате к делу подключается бывший полицейский, а ныне детектив при отеле Гуннар Лепиксон, пасынок хозяина адвоката Лепиксона. Он выясняет, что сейчас должно произойти сближение шести планет, во время которого возможно провести особый ритуал, для которого и требуется перстень. Барон, ярый поклонник Гитлера, верит, что это будет способствовать усилению мощи Третьего Рейха. В конце концов женщина понимает, где находится артефакт. 
Она и Гуннар находят перстень в старой церкви, однако люди барона забирают найденное. Но тут в дело вмешивается адвокат Лепиксон, у которого собственные планы на перстень. Помимо прочего, он должен принести в жертву писательницу, что совершенно не устраивает его пасынка. Тот отрубает отчиму руку, на которую надет перстень. В конце концов артефактом завладевает управляющий отеля Егоров, который оказывается сотрудником советских спецслужб.

## В ролях
- Ханна Дуновская — Иоанна Карвицкая (озвучивает Галина Чигинская)
- Томаш Стокингер — Гуннар Лепиксон (озвучивает Сергей Паршин)
- Василий Лановой — барон Прейман
- Аарне Юкскюла — адвокат Лепиксон
- Лембит Ульфсак — комиссар полиции Ильмар Винт (озвучивает Станислав Концевич)
- Юри Ярвет — старый наборщик в типографии газеты «Вечерний курьер» (озвучивает Александр Демьяненко)
- Владимир Ивашов — Володя Егоров, управляющий отеля
- Оскар Лийганд — Паав, слуга адвоката
- Ита Эвер — хозяйка борделя
- Тыну Саар — Карл (озвучивает Валерий Захарьев)
- Марина Левтова — агент Эльза
- Сергей Десницкий — директор отеля